# Alikvotni toni
Alikvotni toni (tudi sozveneči toni, sotoni, parcialni toni, višjeharmonski toni) so skoraj neslišno sozveneči toni ob določenem osnovnem tonu in skupaj z njim tvorijo zven, tonsko zlitino, ki je ključna za barvo osnovnega tona. Njihov višinski red (intervalno zaporedje) si v dinamičnem smislu sledi v decrescendu. Te tone je odkril Marin Mersenne (1588 – 1648), francoski matematik, fizik, filozof, teolog in glasbeni teoretik.
Alikvotni toni tona C: